# Белорусија на Европском првенству у атлетици у дворани 2021.
Белорусија је учествовала на 36. Европском првенству у дворани 2021 који се одржао у Торуњу, Пољска, од 4. до 7. марта. Ово је било четрнаесто европско првенство у дворани од 1994. године од када Белорусија учествује самостално под овим именом. Репрезентацију Белорусије представљало је 22 спортиста (9 мушкараца и 13 жена) који су се такмичили у 16 дисциплина (7 мушких и 9 женских).
На овом првенству Белорусија је заузела 14 место по броју освојених медаља са 2 медаље (1 златна и 1 бронзана).  У табели успешности према броју и пласману такмичара који су учествовали у финалним такмичењима (првих 8 такмичара) Белорусија је са 6 финалиста заузела 13. место са 30,50 бодова.
| Пл. | Земља      | 1. место | 2. место | 3. место | 4. место | 5. место | 6. место | 7. место | 8. место | Бр. фин.-Бод. |
| --- | ---------- | -------- | -------- | -------- | -------- | -------- | -------- | -------- | -------- | ------------- |
| 10. | Белорусија | 1–8      | –        | 1–5,50   | 3–15     | –        | –        | 1–2      | –        | 6–30,50       |

## Учесници
| Мушкарци: - Јуриј Заболотни — 60 м - Максим Богдан — 60 м - Дзианис Близнетс — 60 м - Виталиј Паракхонка — 60 м препоне - Максим Недасекау — Скок увис - Уладзислау Булахау — Скок удаљ - Максим Нестеренко — Троскок - Дмитриј Карпу — Бацање кугле - Максим Андралоитс — Седмобој | Жене: - Кристина Цимановска — 60 м - Хана Михаилава — 400 м - Кристсина Мулиарчик — 400 м - Дарја Барисевич — 1.500 м - Елвира Херман — 60 м препоне - Свиатлана Паракхонка — 60 м препоне - Руслана Рашкован — 60 м препоне - Карина Димидик — Скок увис - Ирина Жук — Скок мотком - Настасија Мирончук-Иванова — Скок удаљ - Виолета Скварцова — Троскок - Ирина Васкоуска — Троскок - Алиона Дубицка — Бацање кугле |  |

## Освајачи медаља (2)

### Злато (1)
- Максим Недaсеков — Скок увис

### Бронза (1)
- Ирина Жук — Скок мотком

## Резултати

### Мушкарци
| Атлетичар          | Дисциплина   | Лични рекорд | Квалификације | Квалификације | Полуфинале            | Полуфинале            | Финале                                   | Финале       | Детаљи |
| Атлетичар          | Дисциплина   | Лични рекорд | Резултат      | Место         | Резултат              | Место                 | Резултат                                 | Место        | Детаљи |
| ------------------ | ------------ | ------------ | ------------- | ------------- | --------------------- | --------------------- | ---------------------------------------- | ------------ | ------ |
| Јуриј Заболотни    | 60 м препоне | 6,40         | 6,79 (.781)   | 6. у гр. 1    | Нису се квалификовали | Нису се квалификовали | Нису се квалификовали                    | 43 / 63 (65) |        |
| Максим Богдан      | 60 м препоне | 6,77         | 6,84          | 7. у гр. 4    | Нису се квалификовали | Нису се квалификовали | Нису се квалификовали                    | 54 / 63 (65) |        |
| Дзианис Близнетс   | 60 м препоне | 6,50         | 6,88          | 7. у гр. 3    | Нису се квалификовали | Нису се квалификовали | Нису се квалификовали                    | 58 / 63 (65) |        |
| Виталиј Паракхонка | 60 м препоне | 7,68         | 7,87          | 5. у гр. 1    | Нису се квалификовали | Нису се квалификовали | Нису се квалификовали                    | 26 / 35      |        |
| Максим Недасекау   | Скок увис    | 2,35 НР      | 2,21 кв       | 1.            |                       |                       | 2,37 СРС, НР, ЛР                         |              |        |
| Уладзислау Булахау | Скок удаљ    | 7,94         | 7,52          | 13.           | Нису се квалификовали | 13 / 14               | Архивирано на веб-сајту (30. април 2021) |              |        |
| Максим Нестеренко  | Троскок      | 16,92        | 16,24         | 9.            | Нису се квалификовали | 9 / 15                |                                          |              |        |
| Дмитриј Карпу      | Бацање кугле | 20,13        | 19,40         | 12.           | Нису се квалификовали | 12 / 13               |                                          |              |        |

#### Седмобој
| Дисциплина   | Максим Андралоитс | Максим Андралоитс | Максим Андралоитс | Максим Андралоитс | Максим Андралоитс | Максим Андралоитс |
| Дисциплина   | Лич. рек.         | Рез.              | Бод.              | Плас.             | Укупно бод.       | Пласман           |
| ------------ | ----------------- | ----------------- | ----------------- | ----------------- | ----------------- | ----------------- |
| 60 м         | 7,09              | 7,12              | 840               | 9.                | 840               | 9.                |
| Скок удаљ    | 7,49              | 6,90              | 790               | 11.               | 1.630             | 10.               |
| Бацање кугле | 15,51             | 15,07             | 794               | 5.                | 2.424             | 11.               |
| Скок увис    | 2,12              | 2,10              | 896               | 1.                | 3.320             | 9.                |
| 60 препоне   | 8,02              | НЗ                | 0                 |                   | 3.320             | 10.               |
| Скок мотком  | 4,80              | 4,80 =ЛРС         | 849               | 7.                | 4.169             | 10.               |
| 1.000 м      | 2:52,13           | НС                |                   |                   |                   |                   |
| Укупно       | 6.057             | -                 |                   |                   | НЗ                |                   |

### Жене
| Атлетичарка                | Дисциплина   | Лични рекорд | Квалификације      | Квалификације      | Полуфинале            | Полуфинале            | Финале                | Финале                | Детаљи                                   |
| Атлетичарка                | Дисциплина   | Лични рекорд | Резултат           | Место              | Резултат              | Место                 | Резултат              | Место                 | Детаљи                                   |
| -------------------------- | ------------ | ------------ | ------------------ | ------------------ | --------------------- | --------------------- | --------------------- | --------------------- | ---------------------------------------- |
| Кристина Цимановска        | 60 м         | 7,21         | Дисквалификована   | Дисквалификована   | Није се квалификовала | Није се квалификовала | Није се квалификовала | Није се квалификовала | Архивирано на веб-сајту (30. април 2021) |
| Хана Михаилава             | 400 м        | 52,39        | 52,96 КВ           | 2. у гр. 1         | 53,10 (.098)          | 6. у гр. 1            | Није се квалификовала | 14 / 39               | Архивирано на веб-сајту (30. април 2021) |
| Кристсина Мулиарчик        | 400 м        | 53,66        | 53,93              | 6. у гр. 2         | Ниje се квалификовалa | Ниje се квалификовалa | Ниje се квалификовалa | 36 / 39               | Архивирано на веб-сајту (30. април 2021) |
| Дарја Барисевич            | 1.500 м      | 4:06,77      | 4:12,11 кв         | 1. у гр. 2         |                       |                       | 4:22,98               | 7 / 22                |                                          |
| Елвира Херман              | 60 м препоне | 7,91         | 7,99 (.983) КВ     | 1. у гр. 1         | 8,07 (.065)           | 3. у гр. 1            | Нису се квалификовале | 10 / 28               | Архивирано на веб-сајту (30. април 2021) |
| Свиатлана Паракхонка       | 60 м препоне | 8,03         | 8,10 кв            | 4. у гр. 5         | 8,15 (.144)           | 7. у гр. 2            | Нису се квалификовале | 18 / 28               | Архивирано на веб-сајту (30. април 2021) |
| Руслана Рашкован           | 60 м препоне | 8,05         | Није завршила трку | Није завршила трку | Није се квалификовала | Није се квалификовала | Није се квалификовала | Није се квалификовала | Архивирано на веб-сајту (30. април 2021) |
| Карина Демидик             | Скок увис    | 1,93         | 1,87               | 9.                 |                       |                       | 1,87                  | 9 / 17                |                                          |
| Ирина Жук                  | Скок мотком  | 4,73 НР      |                    |                    |                       |                       | 4,65                  |                       |                                          |
| Настасија Мирончук-Иванова | Скок удаљ    | 6,93 НР      | 6,55 кв            | 8.                 |                       |                       | 6,72                  | 4 / 17                |                                          |
| Виолета Скварцова          | Троскок      | 14,39        | 13,99 кв           | 8.                 | 14,35                 | 4 / 16                |                       |                       |                                          |
| Ирина Васкоуска            | Троскок      | 14,30        | 13,30              | 16.                | Није се квалификовала | 16 / 16               |                       |                       |                                          |
| Алиона Дубицка             | Бацање кугле | 19,09        | 18,74 КВ           | 2.                 | 18,86 ЛРС             | 4 / 17                |                       |                       |                                          |